# Pulau Poncan-kacik
Pulau Poncan-kacik är en ö i Indonesien.   Den ligger i provinsen Sumatera Utara, i den västra delen av landet, 1 300 km nordväst om huvudstaden Jakarta.
Terrängen på Pulau Poncan-kacik är varierad.